# Klingelbrunnen (Stolberg)

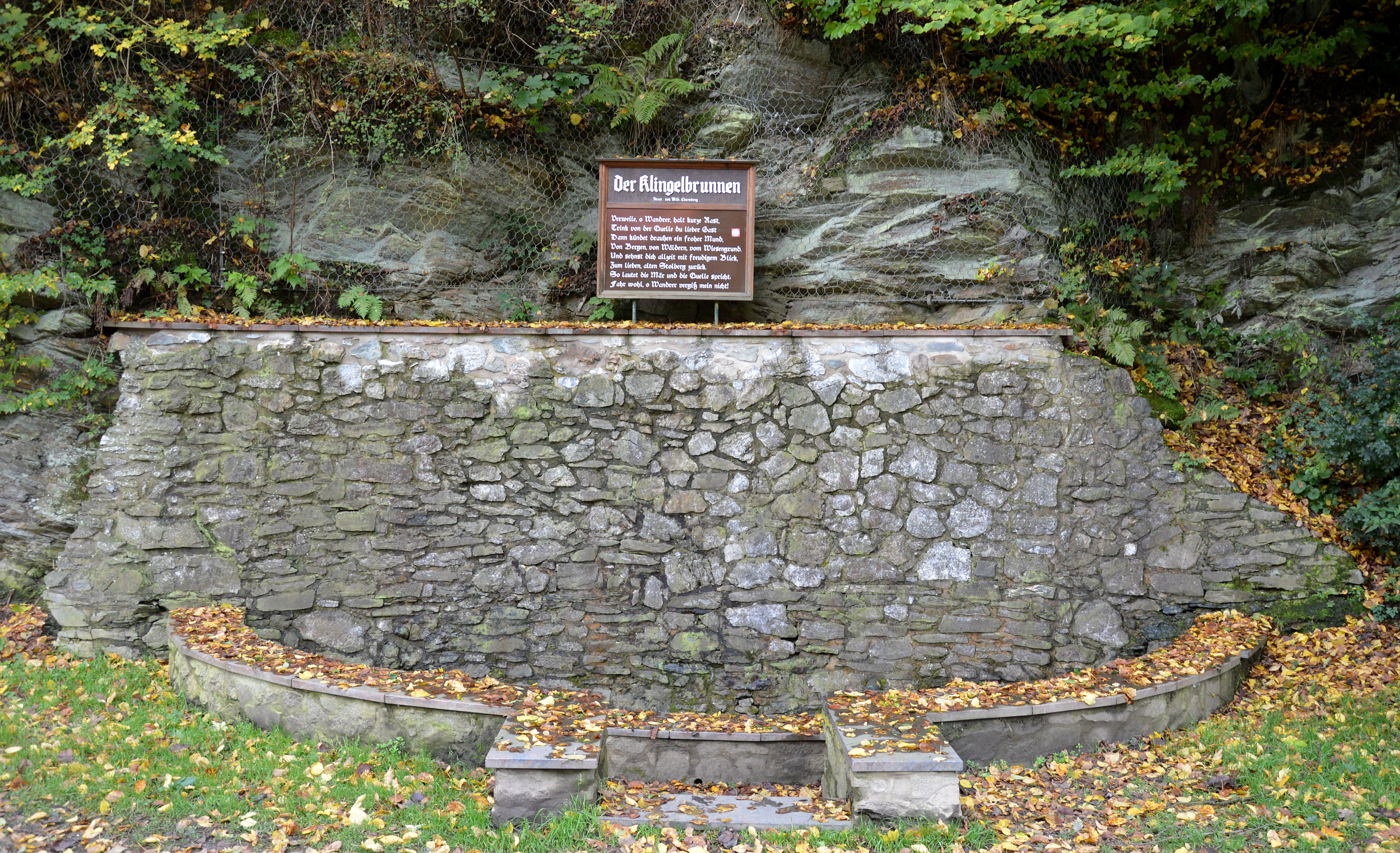
Klingelbrunnen

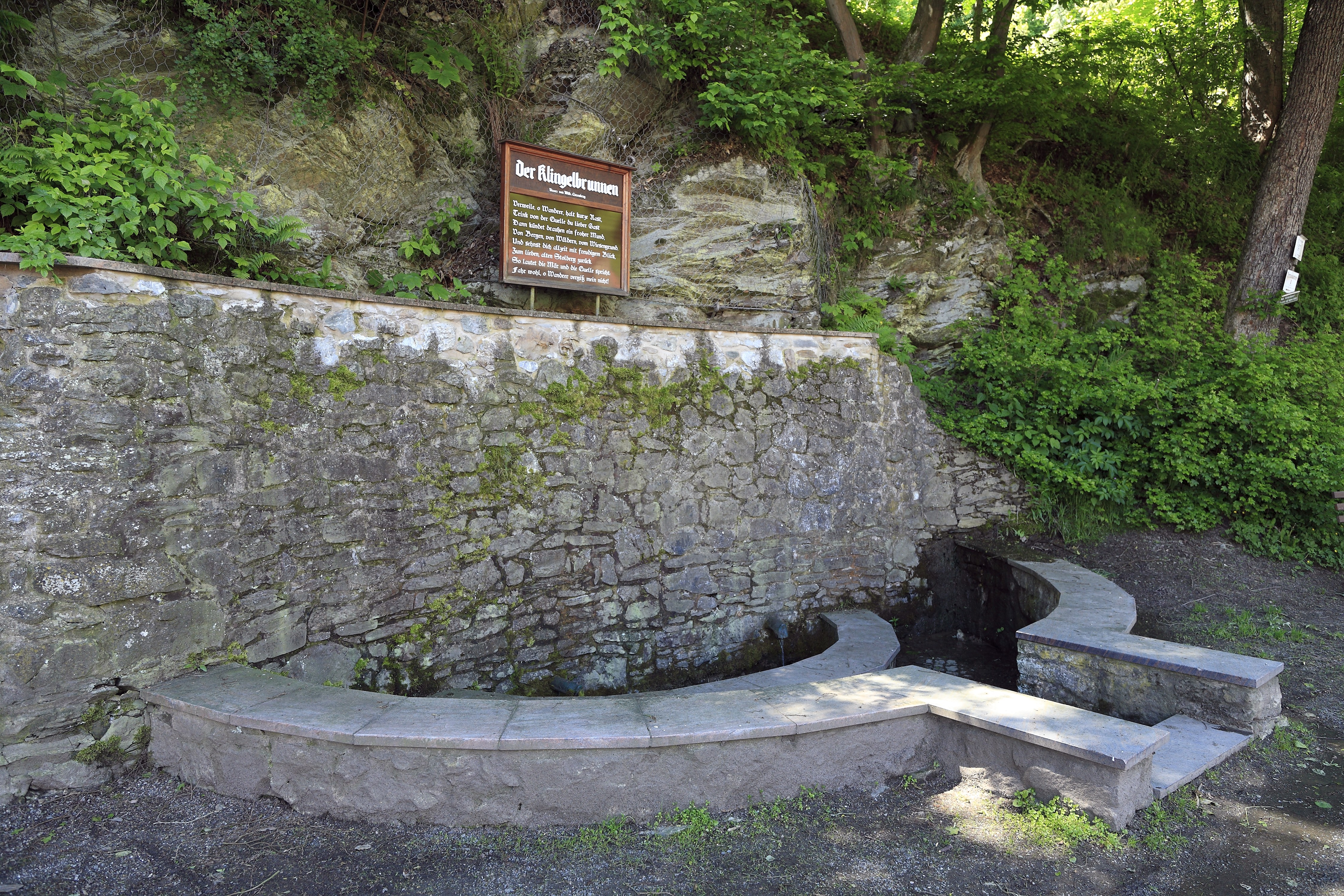
2013

Der Klingelbrunnen ist ein Brunnen in Stolberg (Harz) in der Gemeinde Südharz in Sachsen-Anhalt.
Er befindet sich am linken Ufer der Lude, unweit der Rittergasse an der Westseite der Stolberger Altstadt.
Der Brunnen besteht aus einem halbrunden Becken in das aus zwei Röhren frisches Quellwasser fließt. In der Vergangenheit soll aus dem Brunnen per mit Eseln transportierten Fässern Wasser für das Schloss Stolberg geholt worden sein. Zur Namensherkunft gibt es die Vermutung, dass das Klingeln an den Hälsen der Esel befindlicher Glöckchen zur Benennung führte. Eine andere Version gibt an, dass der Begriff Klingen in der Vergangenheit für das Geräusch des rauschenden Wassers der Lude stand, woraus sich der Name der dicht am Fluss gelegenen Quelle ergeben hätte.
Oberhalb des Beckens befindet sich eine Tafel mit einem Vers des Heimatdichters Willi Ehrenberg. Der Text lautet:
Der Klingelbrunnen

Verse von Willi Ehrenberg

Verweile, o Wandrer, halt kurze Rast,

Trink von der Quelle du lieber Gast

Dann kündet draußen ein froher Mund,

Von Bergen, von Wäldern, vom Wiesengrund,

Und sehnst dich allzeit mit freudigem Blick,

Zum lieben, alten Stolberg zurück.

So lautet die Mär und die Quelle spricht:

Fahr wohl, o Wandrer vergiß mein nicht!